# Mercedes-Benz Concept IAA
Mercedes-Benz Concept IAA (англ. Intelligent Aerodynamic Automobile, нем. Internationale Automobil-Ausstellung) — экспериментальный прототип линейки аэродинамически эффективных автомобилей от компании Mercedes-Benz. Представляет собой четырёхдверное купе, премьера которого состоялась в 2015 году на Франкфуртском автосалоне. Коэффициент аэродинамического сопротивления автомобиля составляет 0,19.

## История

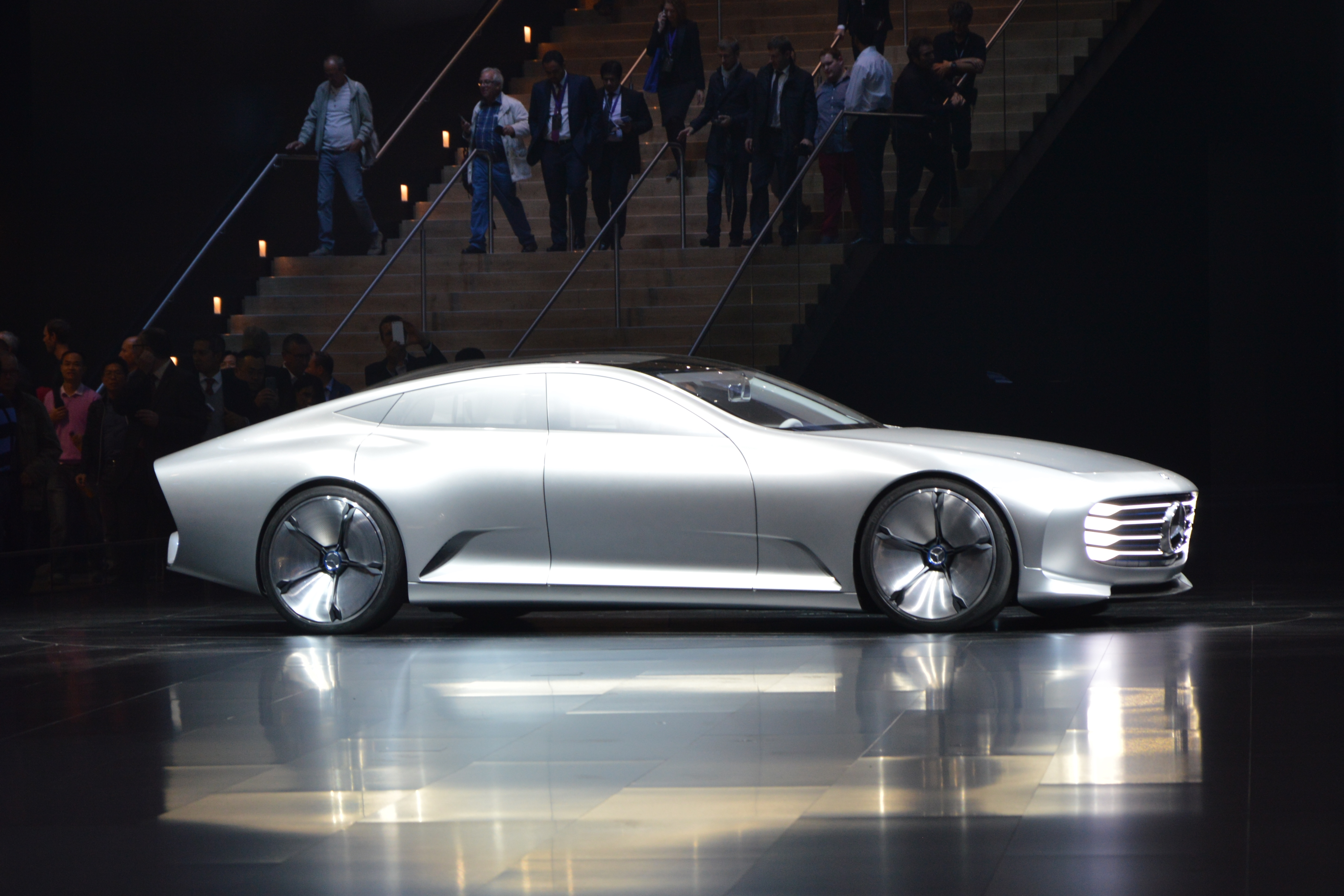
Concept IAA, вид сбоку

Вопросом оптимизации аэродинамической эффективности автомобилей в компании Mercedes-Benz задались достаточно давно — с 1909 года. Первые настоящие успехи в этой области были достигнуты существенно позже — в 1936 году. Тогда был создан автомобиль W25, который получил обтекаемый кузов, включая закрытые подвеску колёс и днище кузова. Специалисты провели тесты в аэродинамической трубе заводов Цеппелина во Фридрихсхафене и добились коэффициента лобового сопротивления Cx, равного 0,235.
Много лет спустя на автомобилях CLA-класса 2013 удалось добиться значения Cx всего в 0,22, что являлось рекордом среди машин серийного производства.
В 2015 году компания Mercedes-Benz представила концепт-кар Mercedes-Benz Concept IAA. При создании данного автомобиля инженеры преследовали две цели: сконструировать красивое четырёхдверное купе и вывести аэродинамические показатели на качественно новый уровень. Коэффициент лобового сопротивления Concept IAA составил 0,25 в обычном режиме и 0,19 при активированном аэродинамическом обвесе.
По словам представителей Mercedes-Benz, экспериментальный автомобиль знаменует фундаментальные изменения, происходящие в автомобильной промышленности на момент дебюта модели. В первую очередь, это принцип «дигитализации», который в мировой промышленности обозначается термином «Индустрия 4.0». В контексте автомобильного производства под этим термином подразумевается «оцифровка» всех процессов, начиная от исследований и разработок и заканчивая продажей и обслуживанием транспортных средств. Главным преимуществом такого подхода является существенное сокращение времени и ресурсов на каждом из этапов разработки и производства автомобилей. Данная практика уже принесла свои плоды: если раньше на разработку модели требовалось около полутора лет, то сегодня этот процесс занимает 10 месяцев — именно за такой короткий срок и был разработан IAA Concept.
Дизайнеры компании использовали последние алгоритмические методы проектирования для обработки сложной геометрической конструкции. Индивидуально разработанное программное обеспечение предоставило возможность создавать динамичный дизайн в трёхмерном пространстве, что позволило отображать и моделировать различные состояния одновременно. Результатом сложного процесса разработки стало претворение виртуальной модели в реальный автомобиль с помощью инновационных технологий производства (быстрое прототипирование). Эксперты по вопросам аэродинамики из Mercedes-Benz просчитали около 300 различных вариантов идей для достижения высоких показателей аэродинамической эффективности.
Concept IAA применяет интеллектуальные инновации для решения противоречивых целей функциональности и эстетики и показывает, что у нас есть ещё много идей о том, как добиться дальнейшего улучшения в области эффективности.проф. д-р Томас Вебер, член правления концерна Daimler AG
Предполагается, что многие технологии, отработанные на концепт-каре, найдут своё применение в новых поколениях E- и CLS-классов.

## Описание

### Экстерьер
Лаконичный и элегантный внешний вид автомобиля представляет собой симбиоз дизайна и аэродинамики. Экстерьер Concept IAA формируют каплевидный дизайн, вытянутый в форме акульего носа капот, изящная плечевая линия, светодиодные фары и огромные колёсные арки. Автомобиль интерпретирует классические пропорции спортивного автомобиля в современном ключе. У концепт-кара отсутствуют дверные ручки — их заменяют сенсоры и приводные механизмы. Вместо боковых зеркал используются видеокамеры. Благодаря применению технологии трафаретной печати, боковое остекление оформлено в цвет кузова — по словам создателей, это делает концепт похожим на скульптуру и ограничивает попадание солнечных лучей в салон.

Внешний вид автомобиля
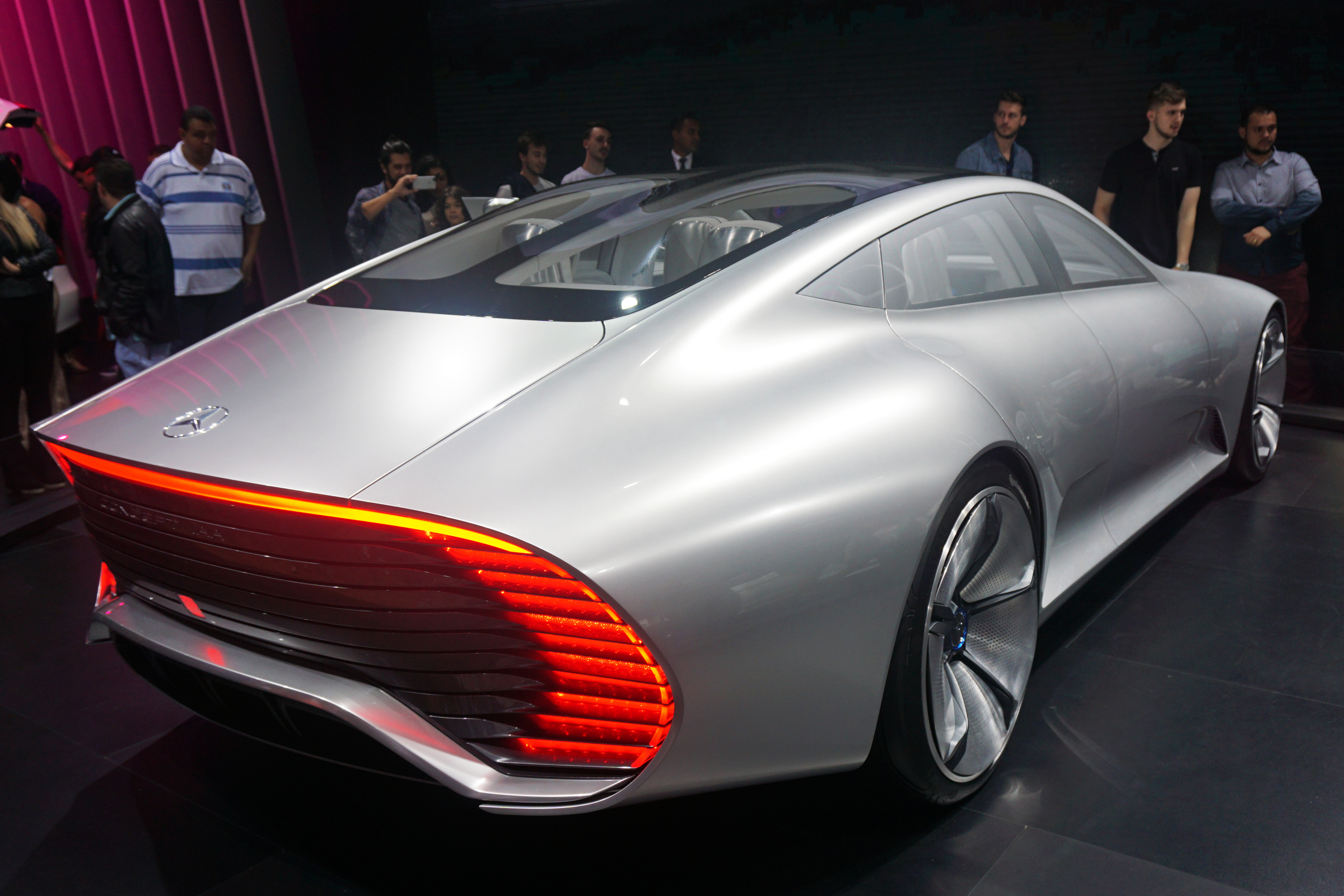
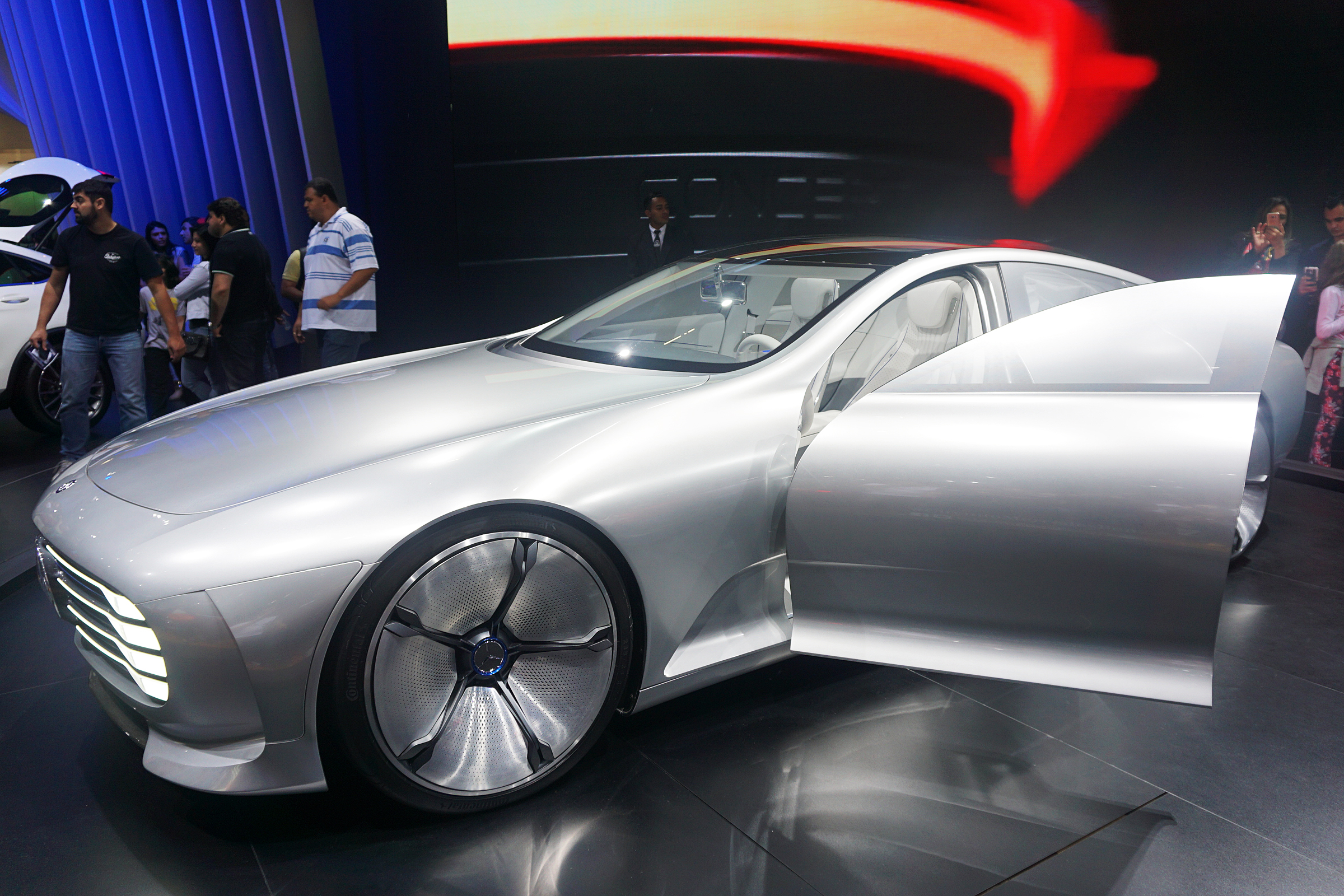
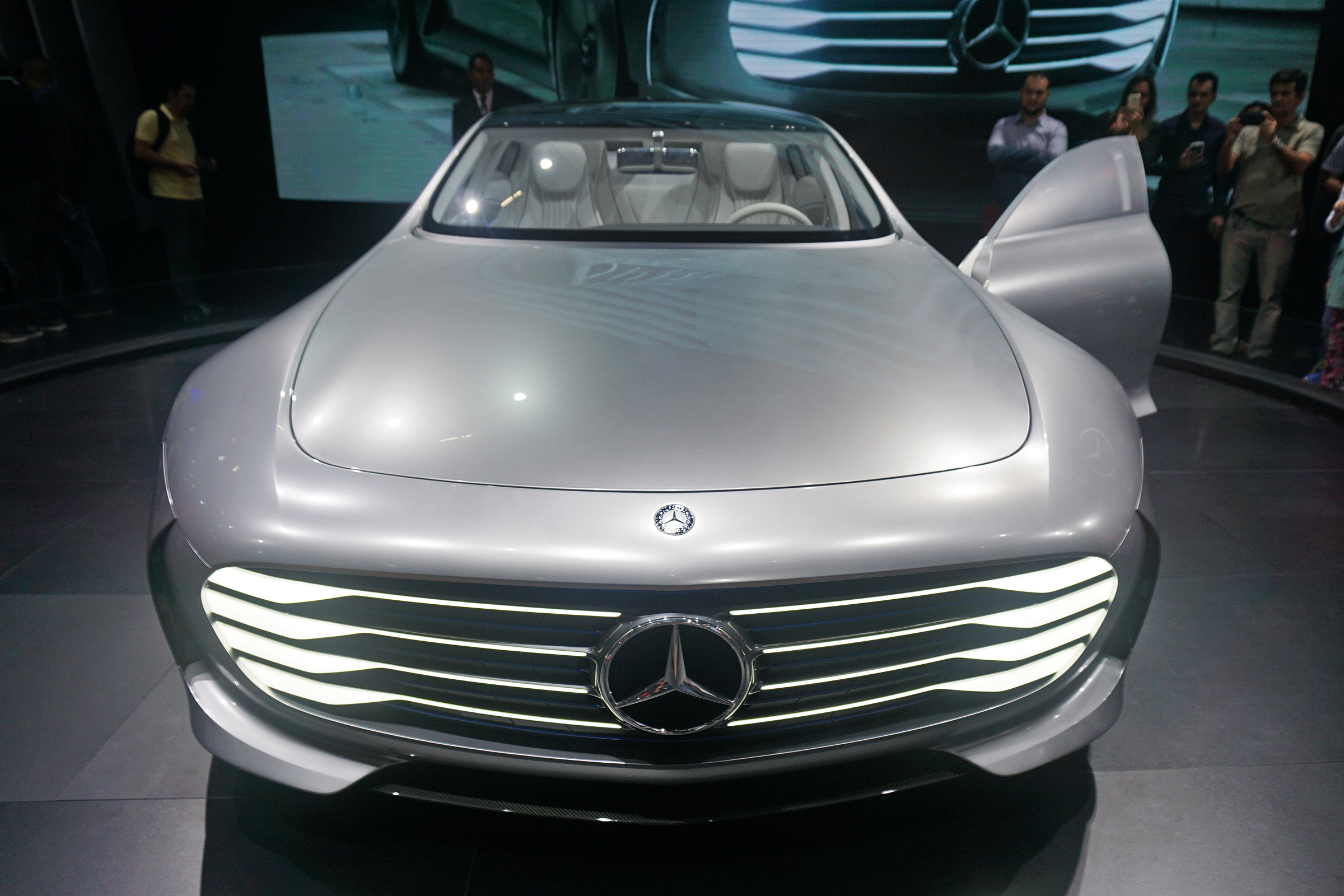
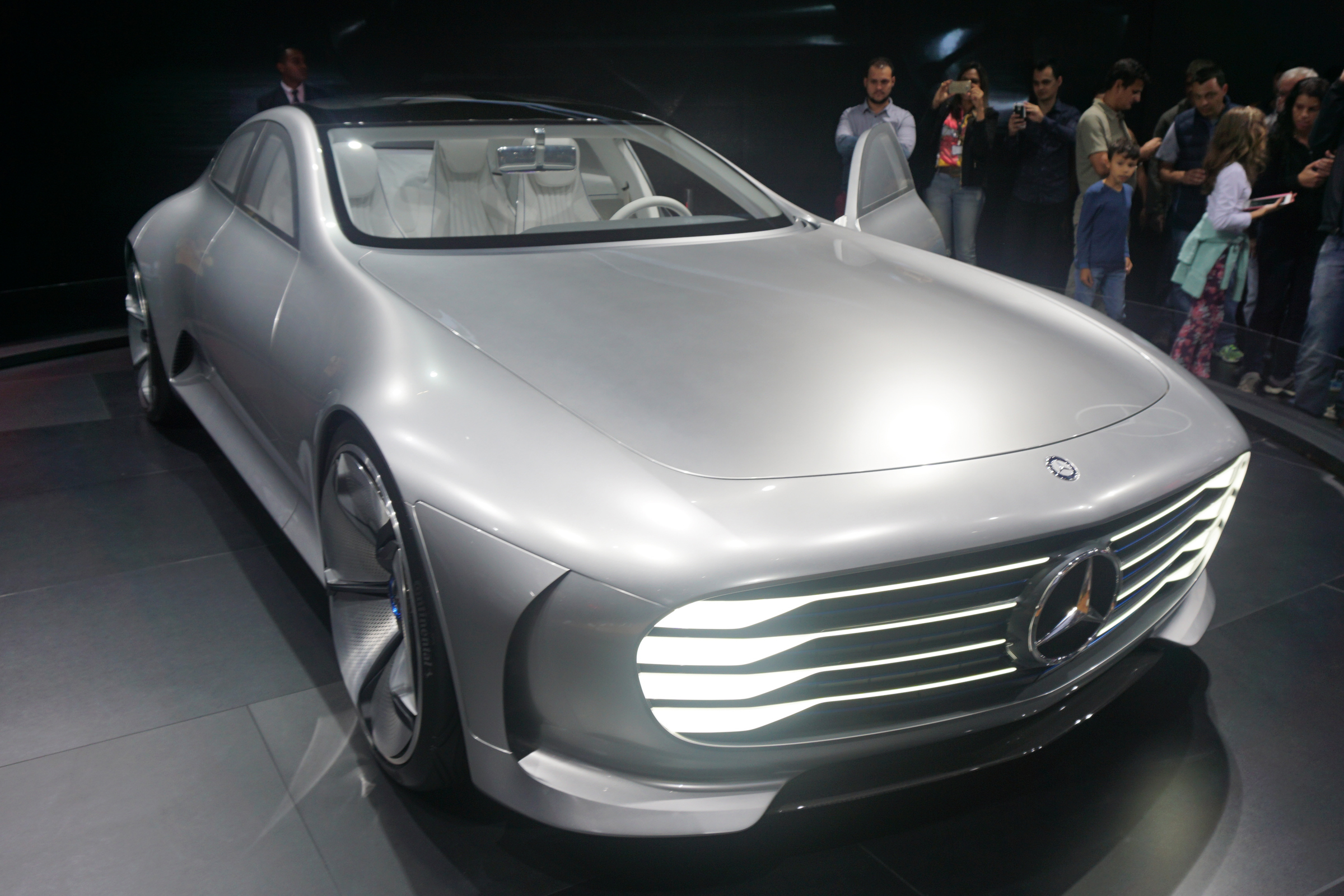
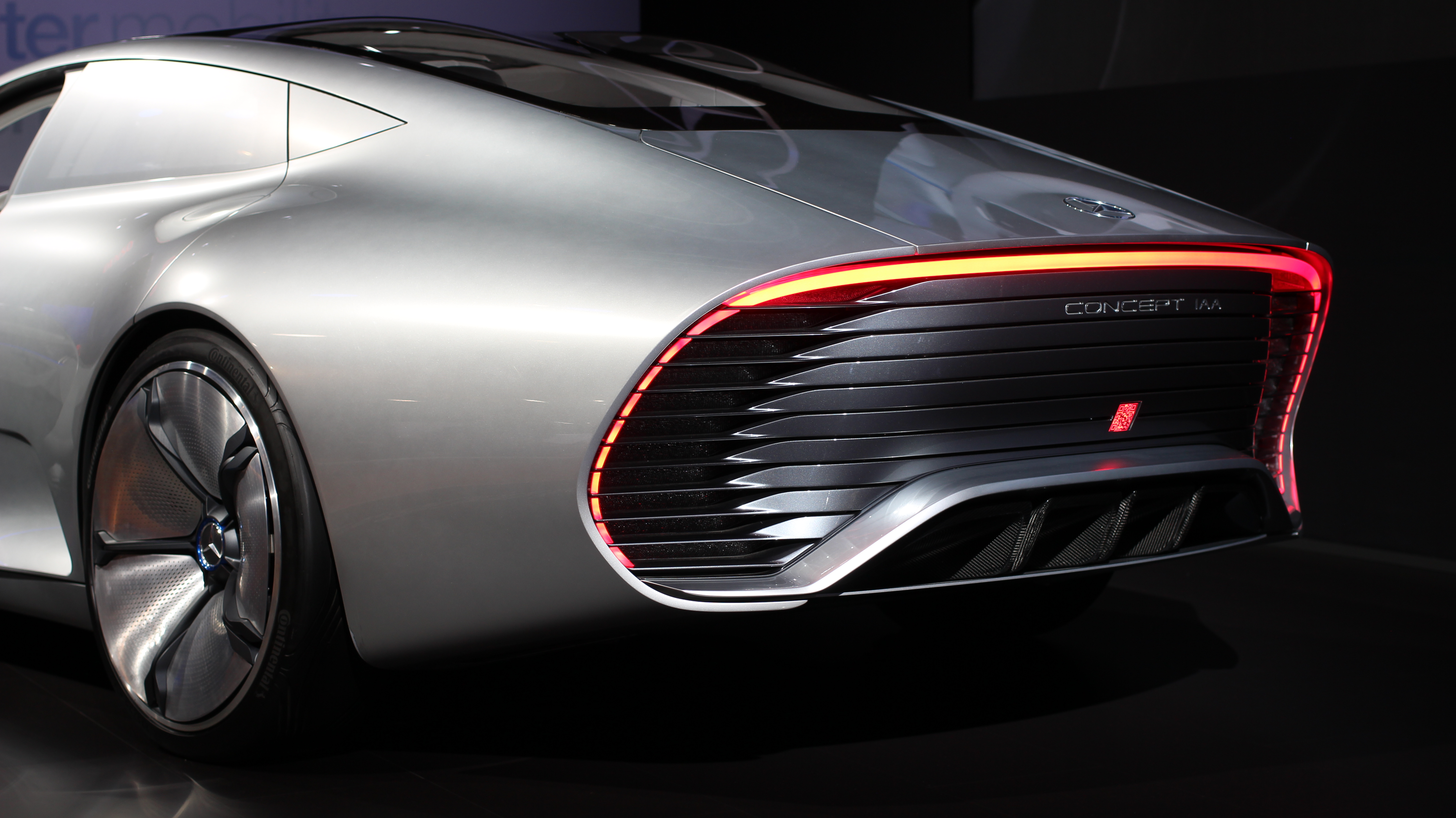

Без применения аэродинамического обвеса автомобиль представляет собой красивое четырёхдверное купе с правильными пропорциями, однако и в этом случае используется ряд решений, направленных на оптимизацию аэродинамики: стёкла выполнены заподлицо с кузовом, дверные ручки отсутствуют, днище закрыто облицовкой, а дорожный просвет равен всего 100 мм.

### Интерьер

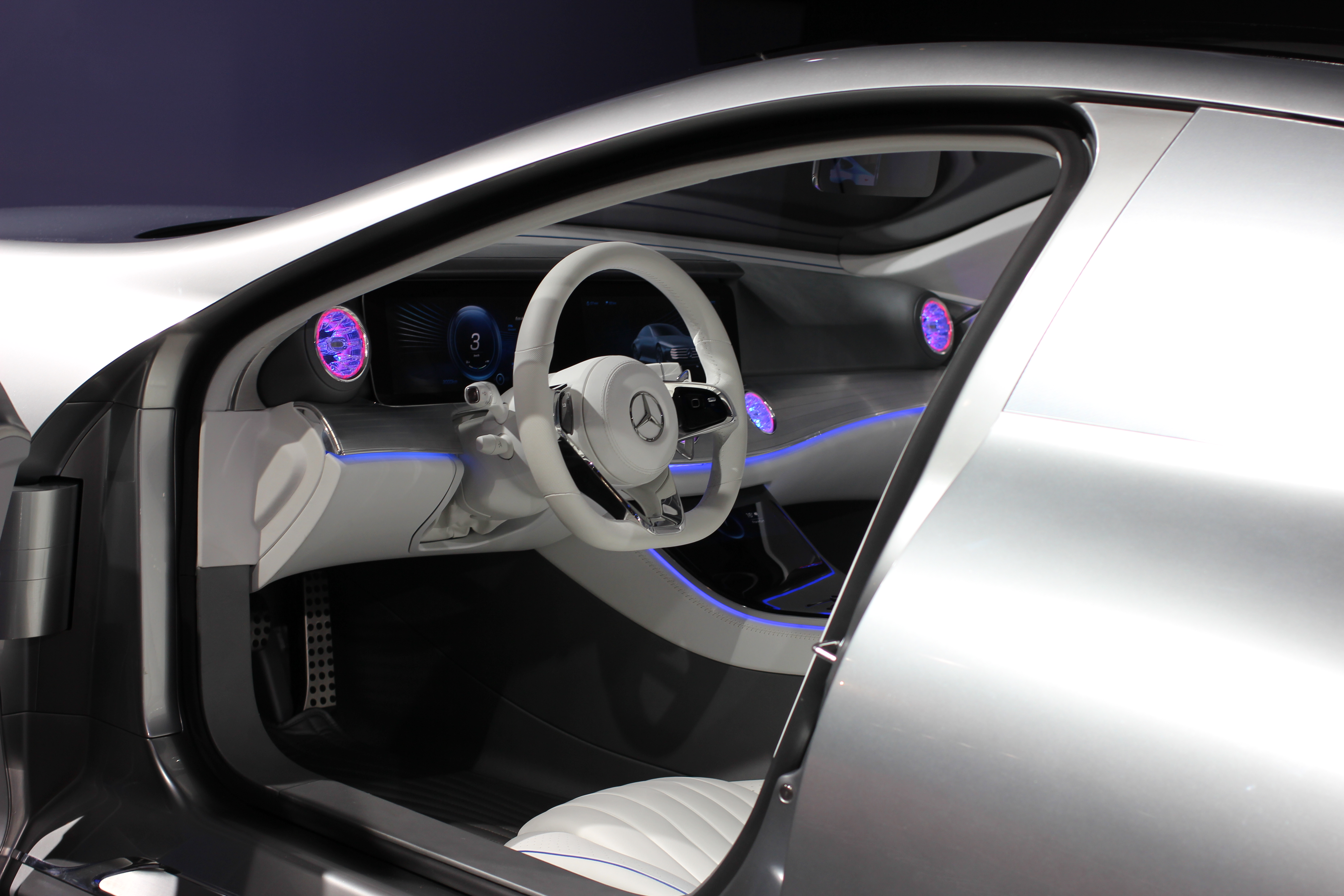
Внешний вид передней части салона

Интерьер автомобиля сочетает в себе стильный спортивный вид с современной роскошью и продолжает дизайнерскую линию серий S-класса и S-класса в кузове купе. Элегантно изогнутые формы, плавные линии, высококачественные материалы и философия работы на основе сенсоров обеспечивает высокий уровень функциональности.
Четырёхместный салон наглядно демонстрирует то, как может выглядеть интерьер люксового автомобиля в ближайшем будущем: в отделке превалируют светлая кожа, полированное стекло, алюминий и неоновая подсветка. Сиденья изготовлены из легковесной алюминиевой конструкции, а в списке оснащения присутствует коммуникационная система на основе технологии Car-to-X, позволяющая автомобилю обмениваться информацией с другими автомобилями или объектами дорожно-транспортной инфраструктуры. В отделке преобладают белый и графитовый цвета, а алюминий контрастирует со стеклом. Практически все кнопки стали сенсорными, а дизайн интерфейса «опирается» на синюю светодиодную подсветку салона.
Управление автомобилем производится при помощи двухспицевого рулевого колеса, который является прогрессивным развитием концепции рулевого управления компании Mercedes-Benz. Открытая структура горизонтальных спиц и замысловатая конструкция делают акцент на интеллектуальность и элегантность. Рулевое колесо также включает сенсорные кнопки управления (как с правой, так и с левой стороны), позволяющие управлять меню центрального дисплея (технология получила название Optical Finger Navigation).

### Двигатель
В движение автомобиль приводится бензиново-электрическим гибридным модулем (plug-in-hybrid) суммарной мощностью 279 л.с. (205 кВт). Автомобиль способен развивать скорость до 250 км/ч. В зависимости от положения активного аэродинамического обвеса запас хода на электричестве варьируется от 62 до 66 км, а уровень выбросов углекислого газа — от 31 до 28 граммов на каждый километр пути. При этом в компании подчёркивают, что в ныне действующем новом европейском ездовом цикле (NEDC) две трети пробега отводится на внутригородской цикл, а при реальной эксплуатации преимущество аэродинамического режима станет более явным.
Concept IAA оснащён полноценной системой автопилота.

### Аэродинамика

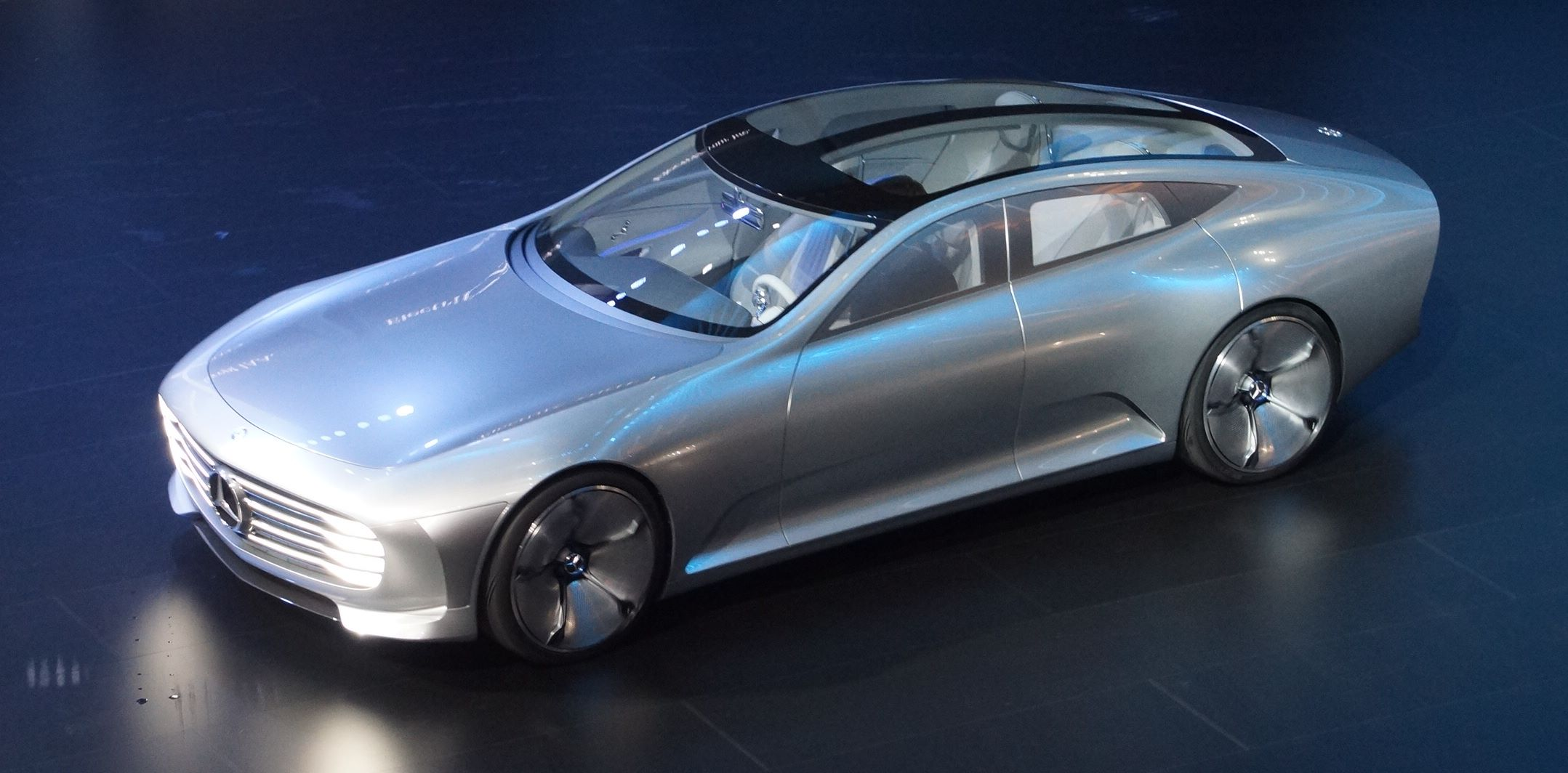
Вид модели сверху

Разработчики концепт-кара IAA предусмотрели два состояния автомобиля: «дизайн-режим» и «аэродинамический режим». В первом режиме коэффициент лобового сопротивления Concept IAA составляет 0,25, во втором режиме — 0,19.
При достижении скорости свыше 80 км/ч автомобиль автоматически переключается в оптимальный аэродинамический режим: из кормы по всему периметру автоматически выдвигаются на 390 мм назад восемь специальных щитков, которые делают заднюю часть концепта похожей на регулируемое сопло реактивного двигателя. Дополнительные аэродинамические щитки также выезжают и по бокам переднего бампера на 25 мм в сторону и на 20 мм назад, оптимизируя воздушные потоки. Нижний спойлер переднего бампера отъезжает назад на 60 мм, а в фальшрадиаторной решётке закрываются вентиляционные отверстия. Подвижная кольцевая часть колёсных ободов смещается вперед на 55 мм, придавая колесу плоскую форму (данная технология получила название Active Rims). Длина автомобиля составляет 5430 мм при активированном аэродинамическом обвесе.
На улучшение аэродинамических свойств влияют также крохотный дорожный просвет всего в 100 мм и укрытое плоскими щитками днище автомобиля. Однако для охлаждения выпускного тракта и редуктора задней оси решено было оставить специальные отверстия и прорези. Несмотря на наличие управляемых жалюзи в фальшрадиаторной решётке, подкапотное пространство никогда не остаётся без приточной вентиляции — основной поток воздуха всегда проникает туда через крупную эмблему компании.